# IC 3892
IC 3892 је спирална галаксија у сазвјежђу Ловачки пси која се налази на листи објеката дубоког неба у Индекс каталогу.
Деклинација објекта је + 39° 13' 23" а ректасцензија 12h 55m 6,0s. Привидна величина (магнитуда) објекта IC 3892 износи 14,6 а фотографска магнитуда 15,4. IC 3892 је још познат и под ознакама UGC 8044, MCG 7-27-5, CGCG 217-2, KCPG 360A, PGC 44001.